# Imrehegy
Imrehegy là một thị trấn thuộc hạt Bács-Kiskun, Hungary. Thị trấn này có diện tích 70,31 km², dân số năm 2010 là 711 người, mật độ 10 người/km².